# Neu Leipziger Glück

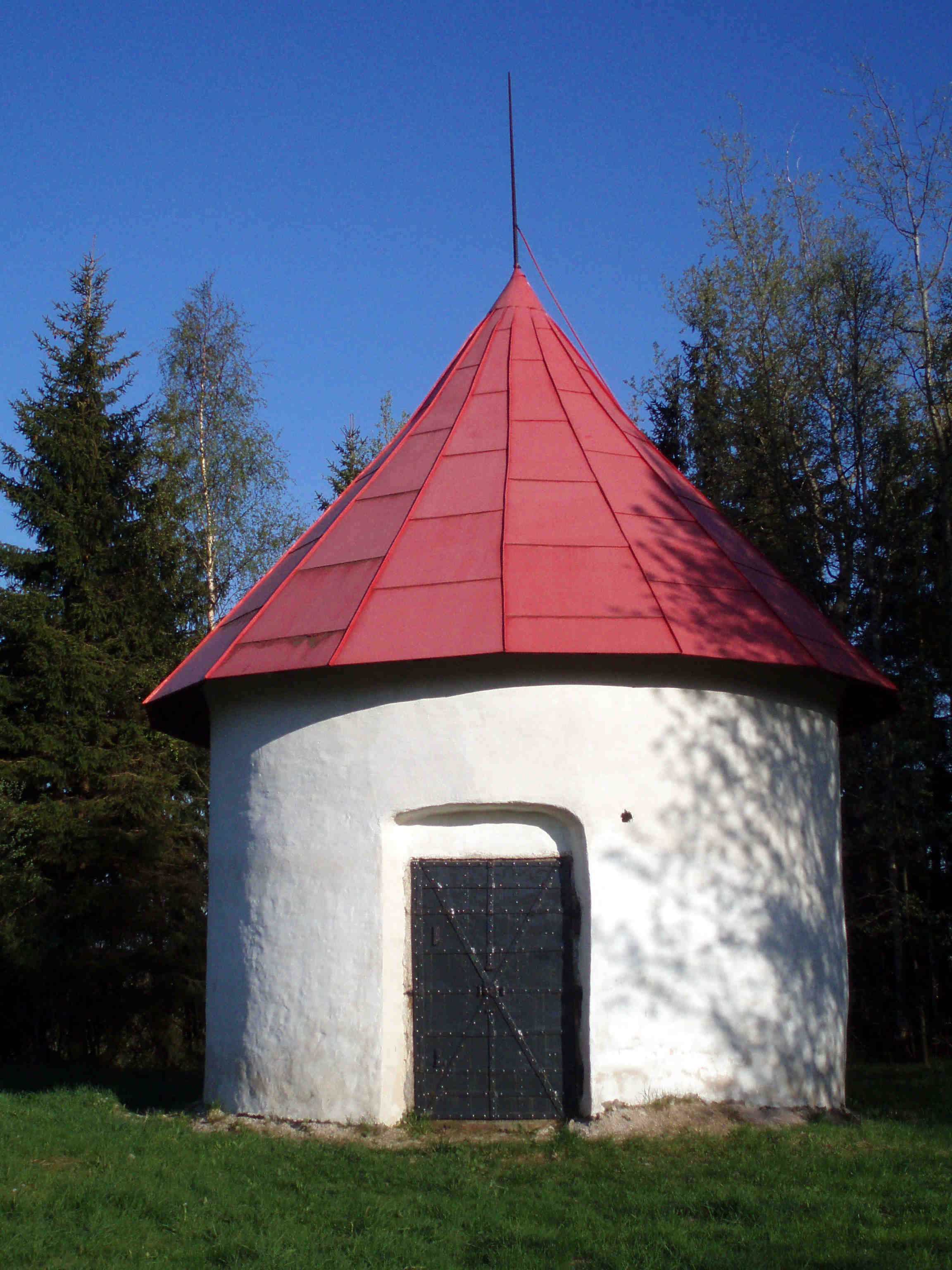
Pulverturm der Grube Neu Leipziger Glück von 1798

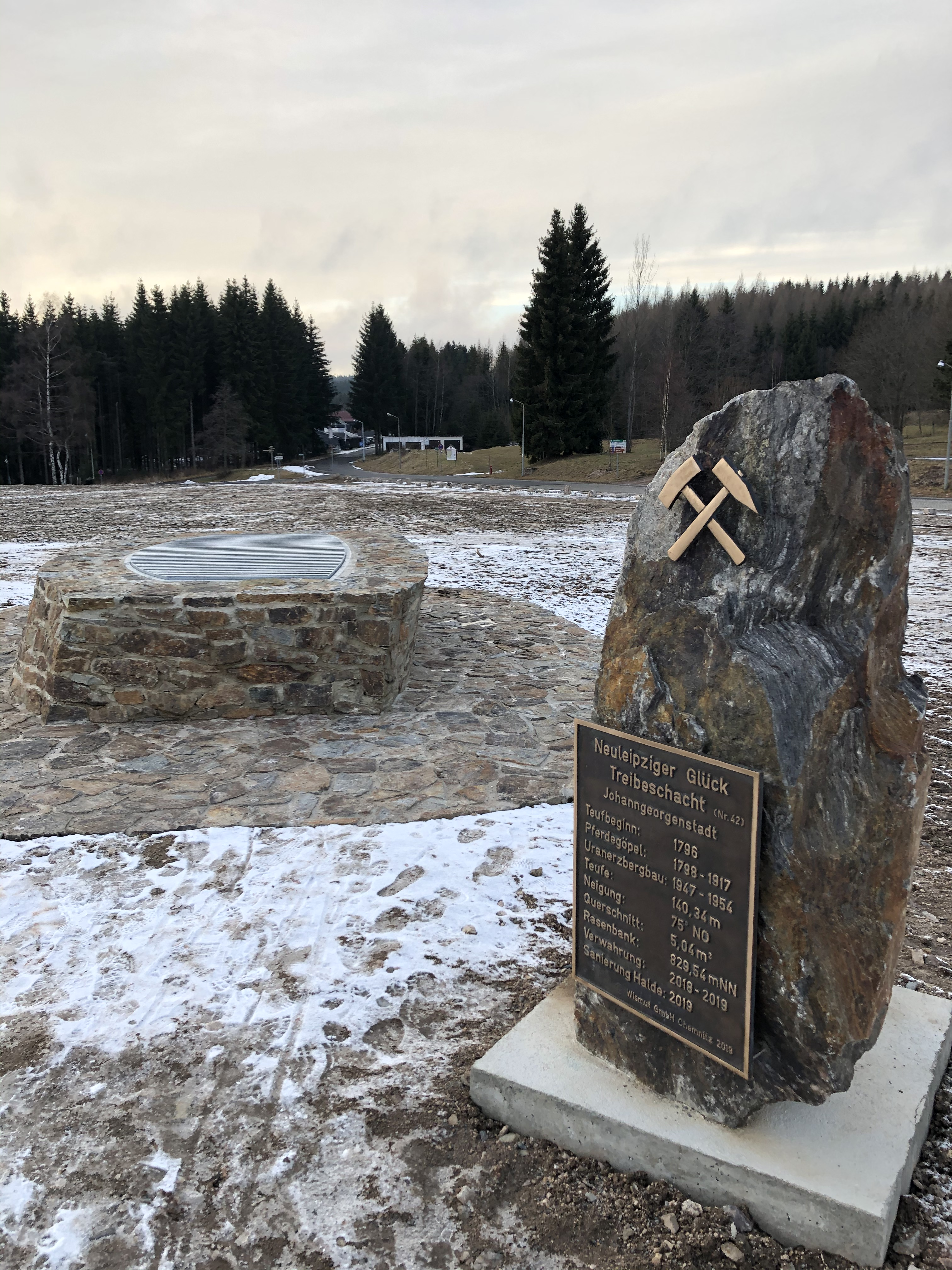
Neuleipziger Glück Treibeschacht (2020)

Neu Leipziger Glück war eine Fundgrube im Bergrevier Johanngeorgenstadt im sächsischen Erzgebirge. Am mittleren Fastenberg, auf dem sich Johanngeorgenstadt erstreckt, wurden im 17., 18., 19. und 20. Jahrhundert mehrere Gruben zum Abbau unmittelbar benachbarter Erzgänge betrieben. Dazu zählte auch die im Quartal Crucis (1. Juli bis 1. Oktober) 1716 gemutete Fundgrube Neu Leipziger Glück, die bis 1837 betrieben worden ist. Ursprung der Grube ist der Neu Leipziger Glück Stolln.

## Geschichte

### Neu Leipziger Glück
1729/1730 wurde der erste Schacht, der Tageschacht geteuft (50° 25′ 51,1″ N, 12° 42′ 26,3″ O). Ab 1740 verzeichnete die Fundgrube ein geringes, aber konstantes Silberausbringen. Bis zum großen Erzfund 1787 mussten die Gewerken Zubuße zahlen, danach konnten die bis dahin aufgelaufenen Schulden zurückgezahlt werden und die Grube lieferte Ausbeute. 1796 begann die Teufe eines neuen Schachtes, des Neu Leipziger Glück Treibeschachts (50° 25′ 53″ N, 12° 42′ 39,8″ O).
Im Jahre 1798 wurde über dem Schacht ein Pferdegöpel errichtet, der vorletzte des Reviers.
| Parameter                | m    |
| ------------------------ | ---- |
| Gesamtlänge              | 27,5 |
| Höhe                     | 13,5 |
| Breite (Kaue)            | 9,0  |
| Höhe (Kaue)              | 10,5 |
| Durchmesser der Rennbahn | 20,8 |
| Durchmesser der Welle    | 0,45 |
| Höhe der Welle           | 8,4  |
| Seilscheibendurchmesser  | 2,27 |
| Förderhöhe pro Umdrehung | 11,2 |
| Nutzlast (t)             | 0,5  |

Der ebenfalls 1798 errichtete Pulverturm auf der Halde der Fundgrube Gotthelf Schaller hat sich bis heute am Originalstandort an der Eibenstocker Straße erhalten (50° 26′ 2,6″ N, 12° 42′ 33,1″ O).
Im Mai 1800 erreichte der Treibeschacht bei 130 m den Gnade Gottes Stolln. Die Grube brachte bis 1808 7.140 kg Silber aus. Bis zur Übernahme durch Vereinigt Feld im Fastenberge erfolgte weiterhin ein gewisses Silberausbringen. 

### Konsolidierung
Im Jahr 1838 wurde auf Betreiben Herders die Grube mit 6 weiteren Gruben zum Vereinigt Feld im Fastenberge zusammengeschlossen. Der Göpel wurde noch bis 1917 in Betrieb gehalten.

### Uranerzbergbau
Mit der Übernahme der Grubenfelder durch das Objekt 01 der Wismut AG im Jahr 1946 wurden auch die beiden Schächte des Grubenfeldes wieder in Betrieb genommen. Der Tageschacht als Schacht 120 und der Treibeschacht als Schacht 42. 1949 wurde die Schachtverwaltung 42/120 dem am 1. August neu gegründeten Objekt 10 zugeordnet. 1950 wurde die Schachtverwaltung 40/120 aufgelöst und der Schachtverwaltung 32/60 (Brüder Lorenz) zugeordnet. Am 1. November 1950 wurde das Objekt 10 aufgelöst und die Schächte wieder dem Objekt 01 zugeordnet.
Der Schacht 42 ist 75° tonnlägig, sein Schachtansatzpunkt liegt bei 829,55 m ü. NN. Seine seigere Teufe beträgt 140,35 m. Der Schacht 120 hat eine Tonnlage von 80°, seine Schachtscheibe ist rechteckig mit einem Ausbruchsprofil von 5,04 m². Der Schachtansatzpunkt liegt bei 820,62 m ü. NN. Er hat eine Teufe von 64,62 m.
Im Jahr 1951 wurde der Betrieb beider Schächte eingestellt und am 29. März 1954 mit der Anordnung 00231 abgeschrieben.

## Nachnutzung
Nach Beendigung des Bergbaus 1917 wurde der Göpel 1921 vom Landesverein Sächsischer Heimatschutz gepachtet, als technisches Denkmal instand gesetzt und museal erhalten. Der letzte erhaltene und unter Denkmalschutz stehende Pferdegöpel Sachsens am Wismutschacht 42 wurde 1948 durch die Wismut AG abgerissen und durch ein Holzfördergerüst mit Maschinenförderung ersetzt.
Ein originalgetreuer Nachbau dieses Göpels wurde auf Initiative von Christian Teller mit Fördermitteln des Freistaates Sachsen auf dem etwa 150 m südwestlich gelegenen Treibeschacht von Hohneujahr- samt Unverhofft Glück (50° 25′ 49,8″ N, 12° 42′ 33,9″ O) errichtet. Die feierliche Einweihung fand am 30. Oktober 1993 statt.

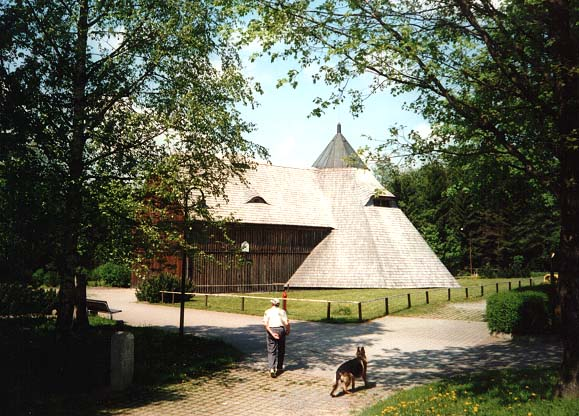
Pferdegöpel
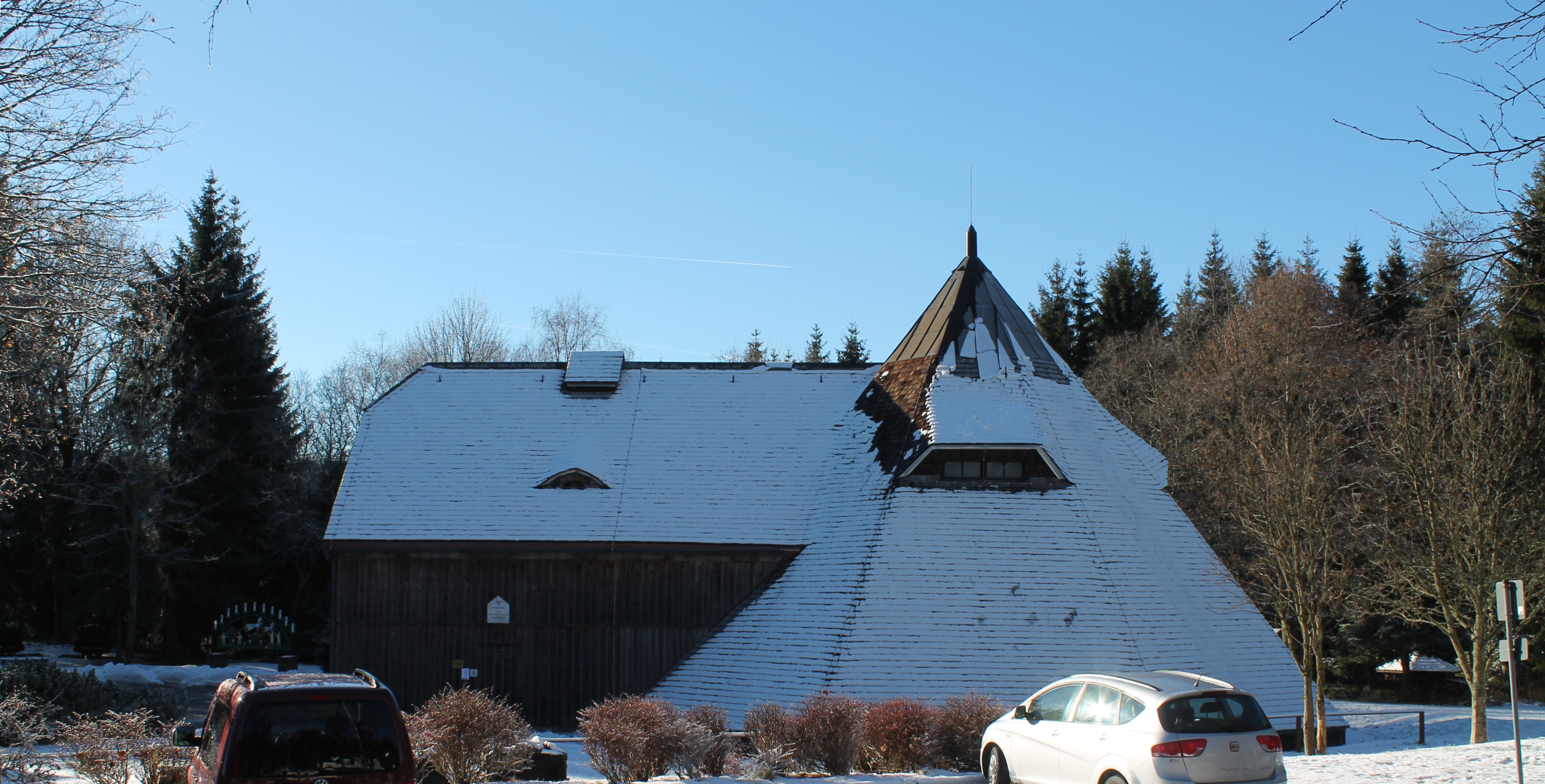
…im Winter

Der Neu Leipziger Glück Treibeschacht wurde 2019 saniert und neu verwahrt. Dabei wurden ca. 15 Meter des Schachtkopfes als Schauanlage hergerichtet. Daneben wurde zum Schwibbogenfest im Dezember 2019 ein Gedenkstein eingeweiht.